# Constant Van den Berghe
Constant Van den Berghe (Aarsele, 5 augustus 1808 - Roeselare, 26 juni 1895) was een Belgisch ambtenaar, orangist en Vlaams voorman.

## Levensloop
In 1824 werd Van den Berghe gemeentebediende in Aarsele. Hij klom in 1847 op tot arrondissementscommissaris voor Roeselare-Tielt.
Van den Berghe werd enerzijds beïnvloed door de ideeën van de Verlichting, anderzijds door figuren zoals Claude Henri de Saint-Simon, die hij leerde kennen langs zijn vriend en streekgenoot Joseph Ferdinand Toussaint. Hij was een overtuigd orangist en dat leverde hem en zijn gezin moeilijkheden op na de revolutie van 1830. Hij bleef in het Belgisch koninkrijk pleiten voor kosteloos onderwijs, algemeen stemrecht en rechtvaardige belastingsystemen. Hij zou hierdoor politiek evolueren naar de radicale en progressieve liberalen. Hij wees echter voorstellen van de hand om op kieslijsten te worden geplaatst voor wetgevende of lokale verkiezingen.
Van den Berghe was ook een ijveraar voor de Nederlandse taal, die hij in verschillende brochures en artikelen verdedigde. In Tielt richtte hij in 1841 een academie op voor tekenen en bouwkunde. Onder zijn leiding werd in de school een groep gevormd die toneel speelde en de moedertaal bestudeerde. 
Hij richtte in 1843 een Vlaamsgezind nieuwsblad op onder de titel De Thieltenaar. In 1870 stichtte hij het liberale weekblad De Volksvriend, in 1858 gevolgd door het Boekske van de Vlaemsche landbouwer en in 1863 door De stem van de Vlaemsche landbouwer, waarin hij actie voerde voor de heropleving van de landbouw en van de textielindustrie.

## Publicaties
- Over het nut, de noodzakelijkheid en de toekomst eener school voor teeken- en bouwkunde, 1840
- Recueil des lettres sur l'industrie linière, précédé d'une adresse aux Chambres législatives, 1843
- Quelques réflexions au sujet du contrôle administratif des sommissions d'arrondissement, 1877
- De Volksbanken of coöperatieve kredietvereenigingen, 1880
- Bestuurlijke en historische herinneringen, 1895